# Santuario del Selvaggio
Il santuario di Nostra Signora di Lourdes al Selvaggio è un santuario mariano-cattolico situato nella frazione "Selvaggio" del comune italiano di Giaveno,  in Piemonte, a circa 25 km a ovest da Torino. Fu eretto nel 1926 e dedicato alla Madonna di Lourdes; dal 1998 è affidato all'Ordine religioso dei Paolini (O.S.P.P.E.). 

## Il luogo
La frazione "Selvaggio" è situata in Val Sangone, sulle alture settentrionali tra i comuni di Giaveno e di Coazze. Il toponimo deriva dai termini occitani serre, che significa "altura", e vacho, che significa "mucca", quindi "altura delle mucche", ovvero alpeggio, luogo di pascolo per bovini durante la bella stagione, anche se l'agglomerato di case rimane su una quota intorno a 680 metri s.l.m.

## Storia
Si ha notizia di un insediamento abitativo fin dal 1513 e, dal 1608, della costruzione di una primitiva cappella devozionale mariana, dotata di un modesto campanile e due statue lignee, raffiguranti sant'Antonio Abate e san Rocco, unici reperti rimasti di quell'epoca.

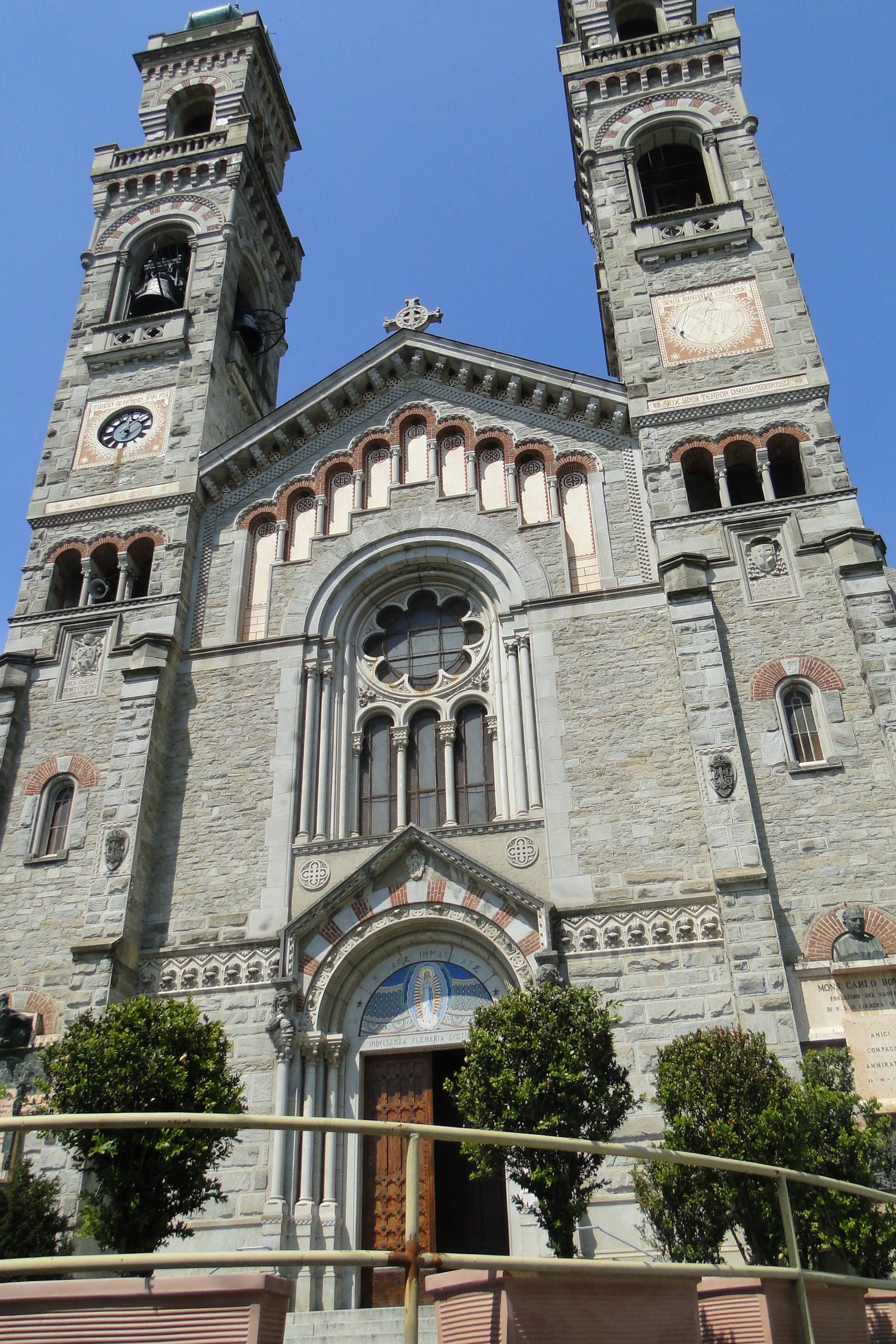
Vista centrale della facciata

Nel 1908, la cappella, ormai divenuta fatiscente, accolse il teologo Carlo Bovero, docente nel piccolo Seminario di Giaveno (l'attuale casa di riposo), dove, così come in altre borgate circostanti, celebrava spesso la messa festiva. Di forte intelligenza organizzativa, riuscì a coinvolgere la popolazione nell'iniziativa della costruzione di una nuova chiesa. Con le sovvenzioni dei devoti e l'appoggio dell'allora cardinale Richelmy dell'arcidiocesi di Torino, interpellò l'architetto salesiano bresciano Giulio Valotti, che stese immediatamente il progetto. Come fu strutturata la prima chiesa lo si può vedere ancor oggi nel disegno a calco collocato in fondo alla loggia dell'Ospizio Cardinale Richelmy, definita come il granum sinapis (granello di senapa). Ancora vengono ricordati uomini e donne di ogni età che, come in processione, si recavano al Rio Ollasio per portare pietre e sabbia verso il cantiere. A monte della borgata, la cava di pietra cominciò a vedere un susseguirsi degli scalpellini che, sotto la guida dei fratelli Mollar, cesellarono letteralmente i pregevoli capolavori che ornano la parte esterna del santuario. Costruita a tempo di primato, la prima versione della chiesa fu consacrata dallo stesso cardinale Richelmy il 22 agosto 1909, e dedicata al culto mariano di Nostra Signora di Lourdes. Soltanto un anno dopo, venne inaugurata anche la statua dedicata alla Madonna Incoronata, posta nel cortile adiacente. La risonanza di questo sito giunse addirittura al soglio Pontificio, e lo stesso papa Pio X così scrisse allo stesso Bovero: 
(Dal Vaticano 18 giugno 1911 Pius PP. XI)
Nel maggio 1915 si prese la decisione di rifare quasi completamente la chiesa, in modo da ampliarla nell'imponente santuario che si vede oggi. Il lungimirante Valotti aveva già in tasca i progetti, prevedendone già l'ampliamento. L'esecuzione tecnica dei lavori fu affidata al capomastro coazzese Andrea Bramante verso la fine dell'anno 1915. Si formò un Comitato di Dame patronesse, tra cui emerse ben presto la nobile figura di Carolina Martirolo. Anche il commendator Alfonso Zappata, definito «il cavaliere della Madonna», fu sempre molto prodigo di aiuti. Purtroppo, la prima guerra mondiale rallentò i lavori di costruzione del santuario, che ripresero subito dopo il 1918. Il santuario odierno fu consacrato dall'arcivescovo Giuseppe Gamba sabato 21 agosto 1926, ed aperto al culto domenica 22 agosto dello stesso anno.
Agli inizi degli anni trenta la decorazione degli interni fu affidata al professor Antonio Mario Guglielmino e al cugino Maurizio Guglielmino, pittori di ornati di chiese e palazzi nobili in Torino e provincia, che insegnavano Ornato alle Scuole Operaie san Carlo di Torino, vere istituzioni per la città, poiché formavano gli autori delle eccellenze piemontesi. Antonio Mario fece i disegni dei decori interni e delle volte. Alla realizzazione lavoravano più di cento operai.

## Descrizione

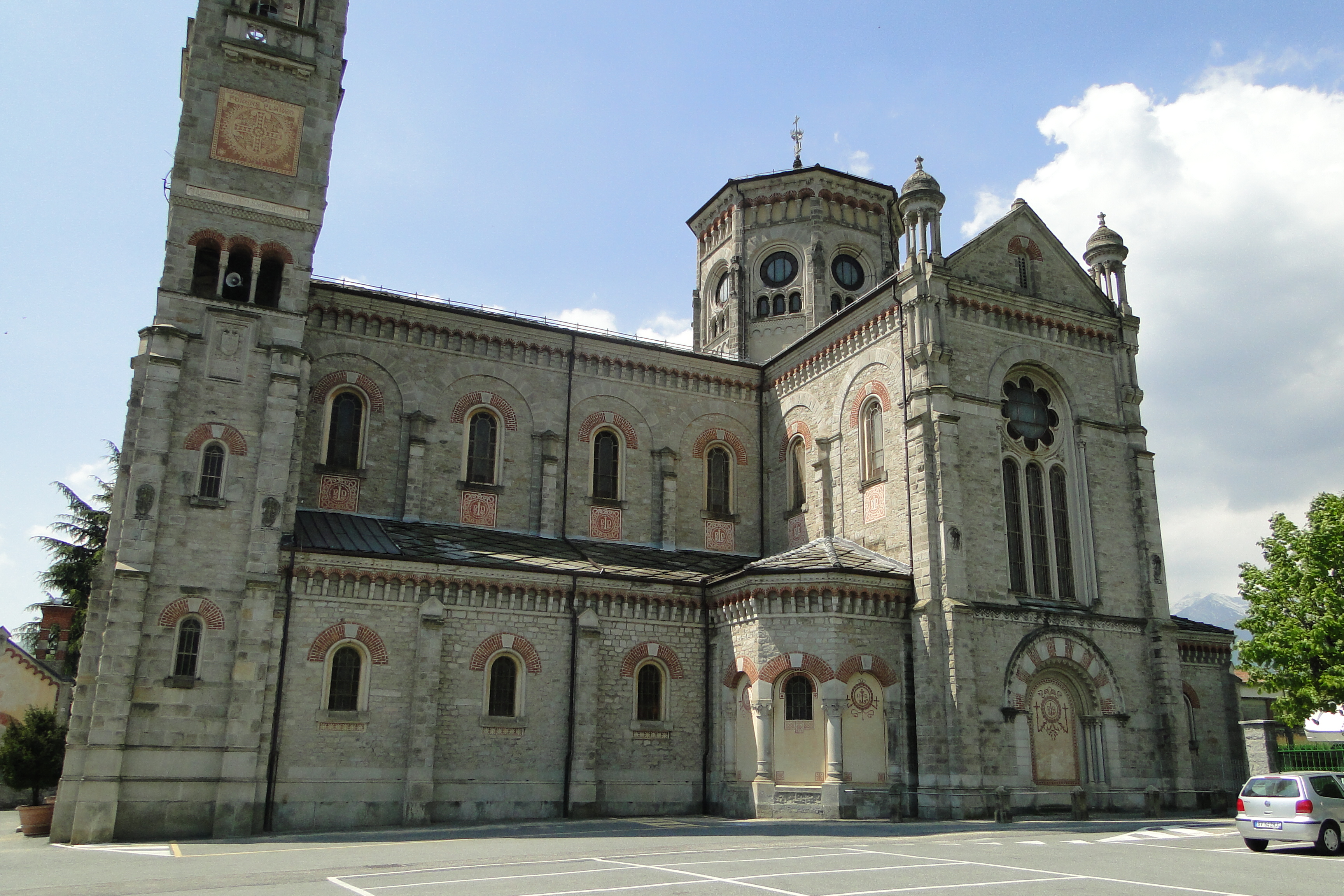
Vista da nord-est del Santuario

La chiesa fu disegnata dal Valotti in puro stile neoromanico (che richiama il Romanico lombardo), con una pianta a croce latina lunga 48 m, sulla quale si sviluppano l'aula a tre navate, il transetto, sormontato da una cupola alta 32 m, e il presbiterio. 

### Esterni
L'edificio è costituito da una facciata minore laterale (a nord), che richiama il disegno di quella frontale principale. Le pareti esterne all'edificio sono in pietra lavorata, mentre ai due lati si elevano le due torri campanarie, che raggiungono l'altezza di ben 52 m ciascuna. Su quella di sinistra fu montato un orologio a carillon, sopra il quale furono poste sei campane, la principale delle quali, denominata La Vittoria, ha un diametro alla base di 1,42 m e un peso di 20 quintali.. Sul portone è raffigurato un mosaico raffigurante De Marie concezione, sormontato da vetrate e da un rosone a otto petali, simile a quello della facciata laterale. Otto sono anche i lati della cupola posteriore. Ai lati esterni dell'ingresso principale è altresí presente un bassorilievo in bronzo e un mezzobusto del fondatore Carlo Bovero, più un'opera, sempre in bronzo, dedicata ai militari valsangonesi del 3º Reggimento alpini, che si distinsero proprio nel periodo di costruzione della chiesa.

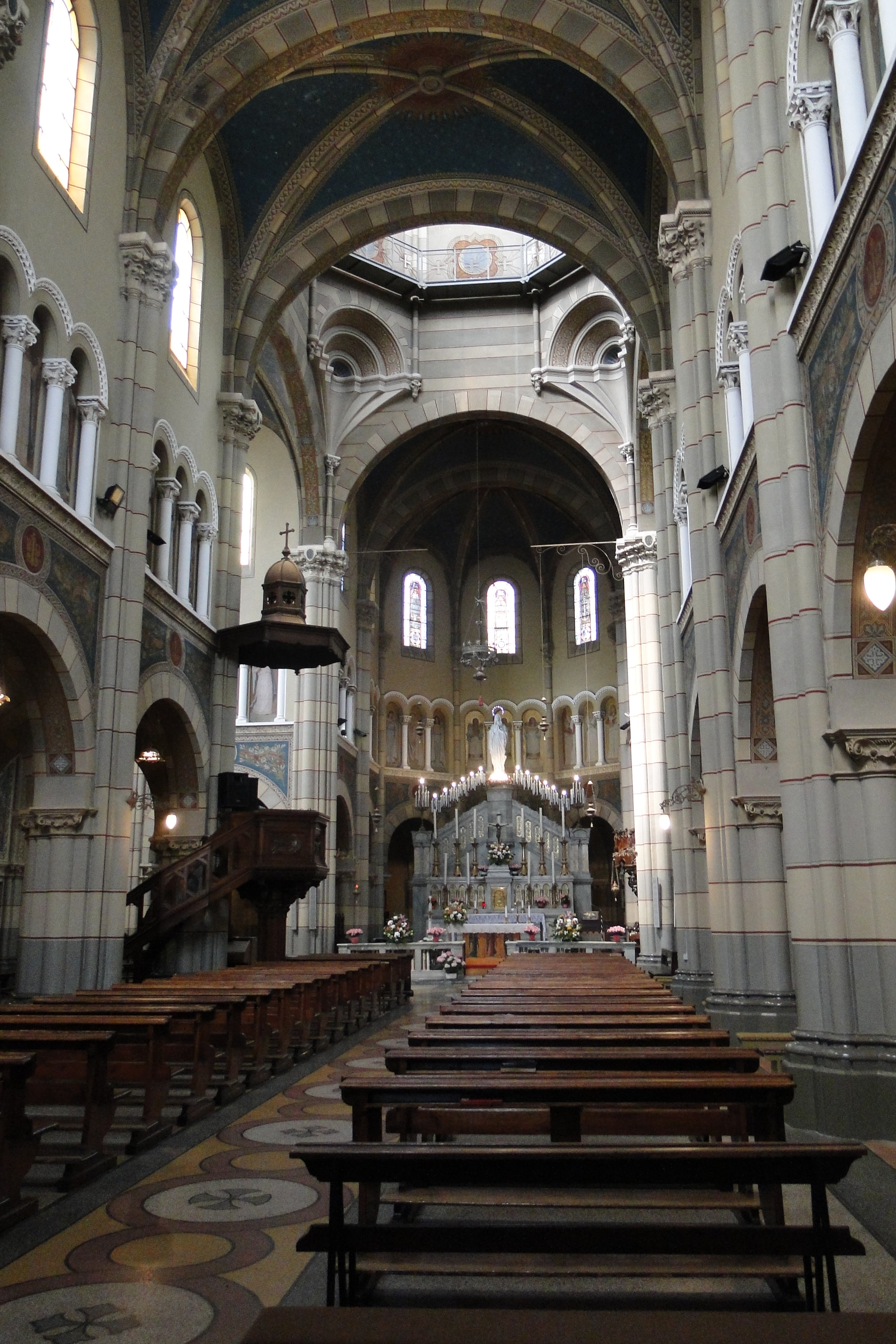
Santuario del Selvaggio - Navata centrale

Sul lato sud-ovest dell'edificio è presente l'elegante parco interno, con l'ospizio Richelmy, che funge da foresteria, e l'asilo Maria Zappata, anch'esso ad oggi utilizzato come foresteria. Dall'altro lato del santuario la Casa Missionaria, inaugurata dal cardinale Gamba nel 1926, fu utilizzata dagli amministratori del santuario fino al 1990, allorché passò alle dirette dipendenze della Curia Torinese. Ristrutturato completamente da quest'ultima, l'edificio prese il nome di "Fondazione Pugno", ed è adibito a casa di riposo per anziani.

### Interni
Come per l'esterno, anche all'interno della chiesa il tema predominante è la finestra lunga con gli archi a tutto sesto. Il presbiterio si chiude con una balaustra di colonnine che misurano 52 m in lunghezza. L'altare maggiore monumentale in marmo fu posto sul fondo dell'abside, quest'ultima costituita da tre vetrate. Qui venne anche posta una statua della Madonna di Lourdes. Una galleria, che corre lungo tutta la zona dell'abside, ospita due statue dell'antica cappella (1608), rappresentanti i santi Antonio abate e Rocco, un bassorilievo dell'arcivescovo Richelmy, che consacrò la prima versione della chiesa (1909), le spoglie mortali dello stesso Carlo Bovero e numerosi quadri ex voto. L'altare centrale invece, viene usato per la celebrazione della Messa versus populum, secondo i dettami della riforma liturgica; interamente ligneo, fu decorato con otto figure di angeli e posto al centro del presbiterio.

Un braccio della pianta a croce latina invece è occupato dalla "grotta", realizzata ad imitazione della grotta di Massabielle di Lourdes, dinnanzi alla quale sono due statue rappresentanti San Paolo primo eremita (lato sinistro) e san Padre Pio (lato destro); la chiesa ha un'unica cappella laterale, a pianta quadrata, sita al fondo della navata destra, quest'ultima dedicata a Santa Maria Bernardetta Soubirous. Questa cappella ha una volta ogivale ed è interamente affrescata, contiene un altare sul lato sinistro ed una statua della santa.
Nel 2011 inoltre, fu eretto, su una parete della navata, un altare dedicato al santo papa Giovanni Paolo II.

## Galleria d'immagini

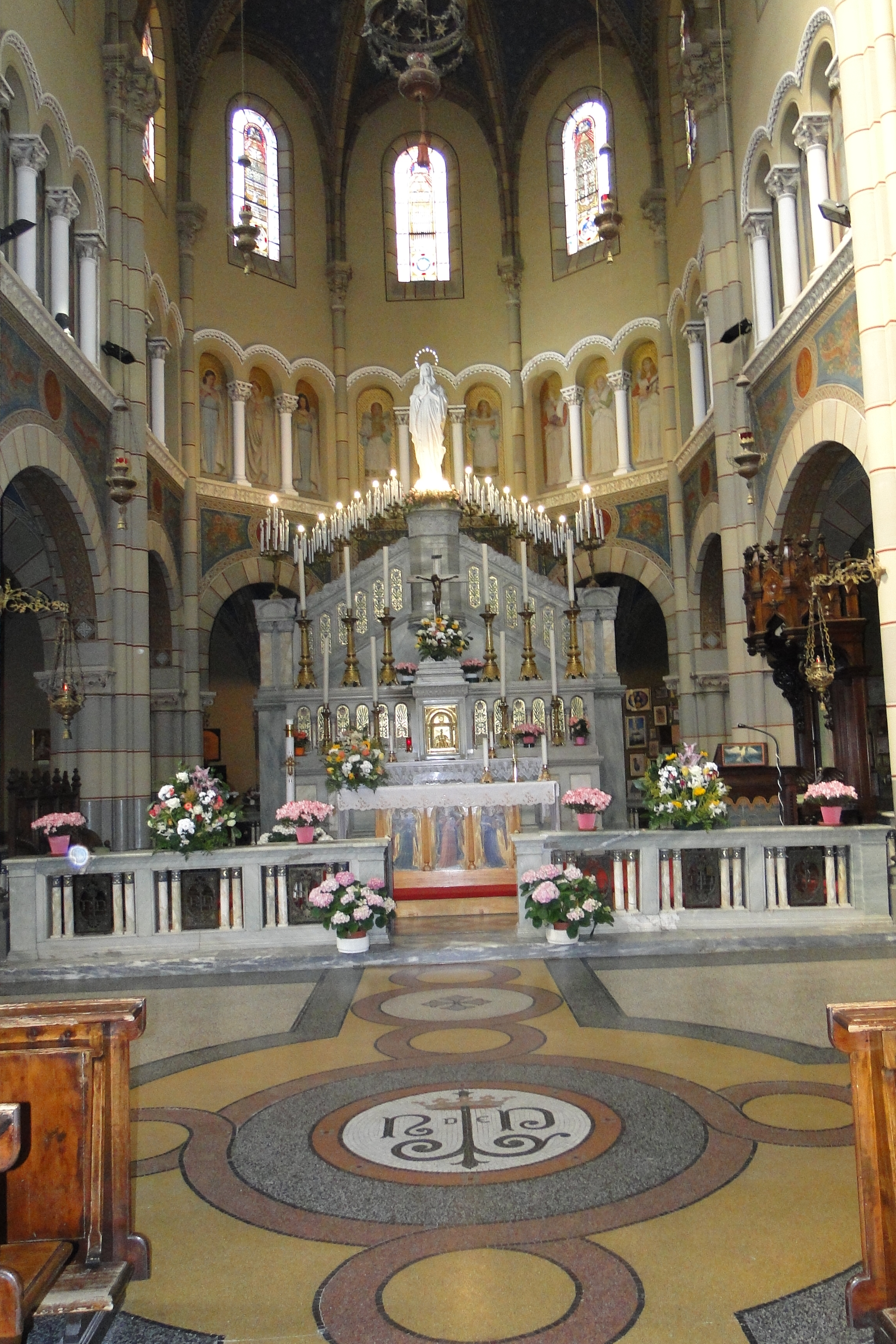
L'altar maggiore
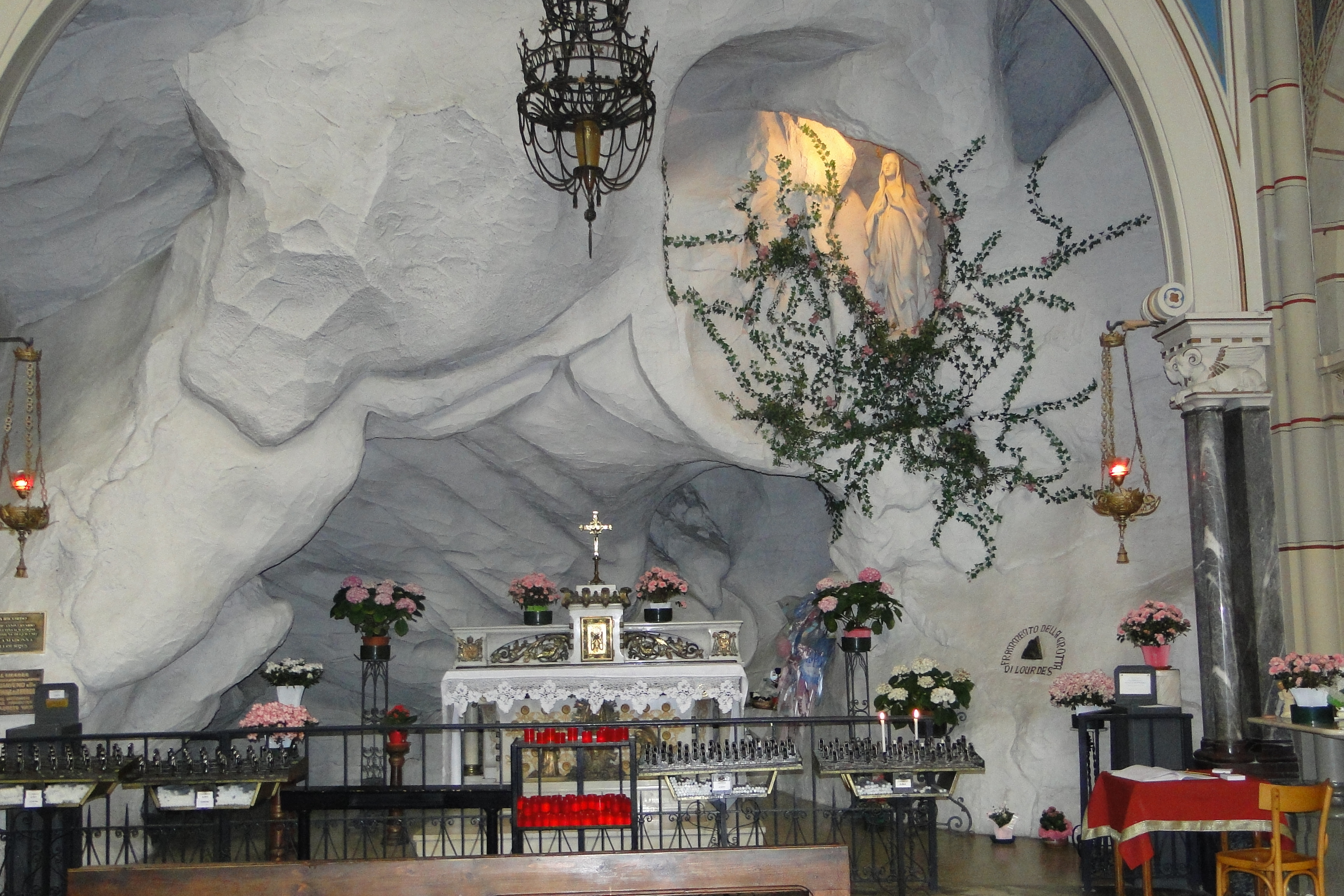
Altare laterale - La "grotta" di Lourdes
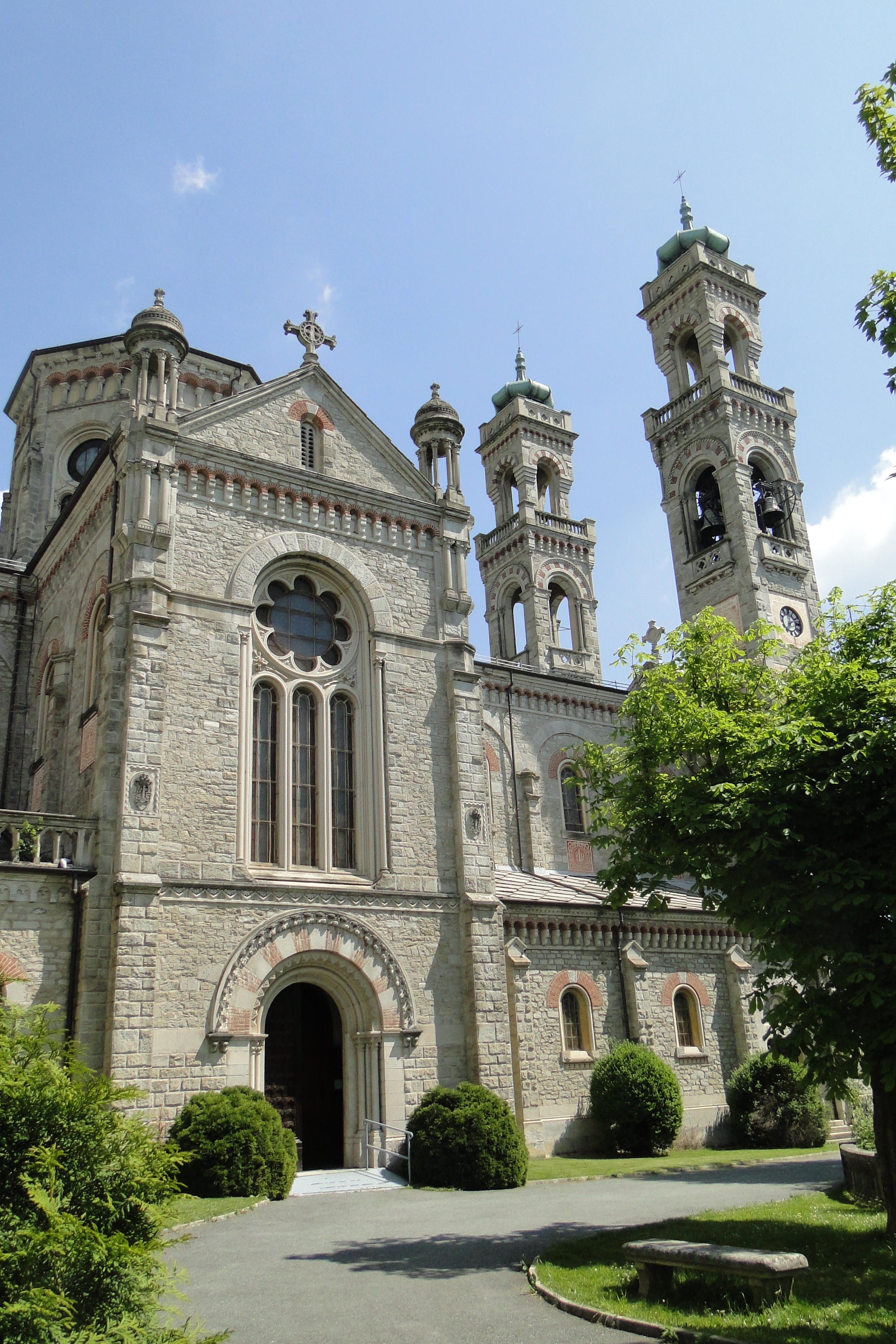
Il Santuario visto da sud-ovest